# Младен Милованович
Младен Милованович (на сръбски: Младен Миловановић) сръбски политик, 2-ри и 5-и министър-председател на Сърбия.

## Биография
Младен Милованович е роден през 1760 година в село Ботуне, Османска империя.